# Американская Барбизонская школа

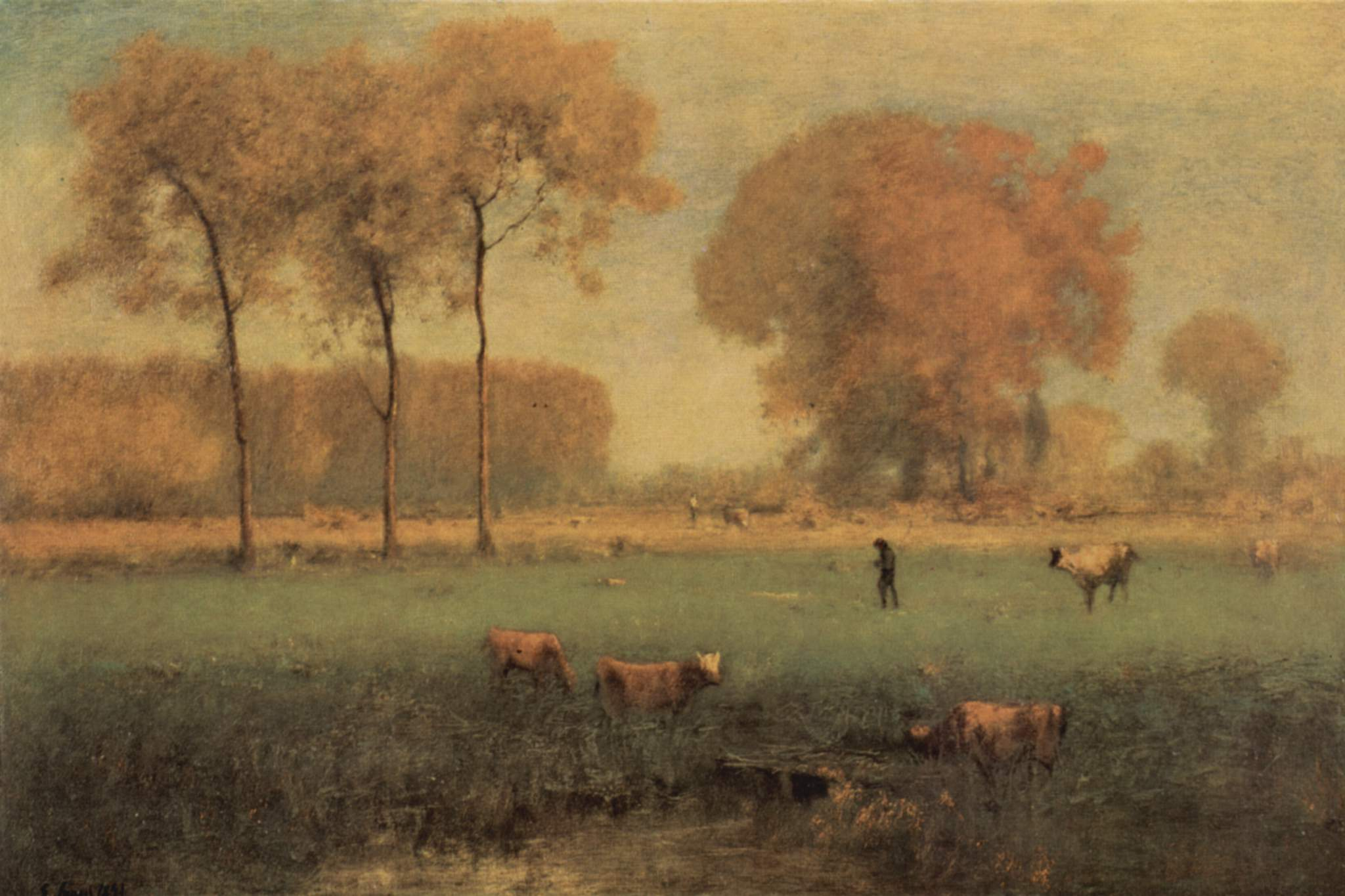
Джордж Иннесс Летний Пейзаж, 1894

В американской Барбизонской школе  состояла группа художников, находившихся под влиянием французской Барбизонской школы, стиль работы которых отличался изображением пасторальных сцен, написанных с натуры. Художники американской Барбизонской школы сосредоточились на рисовании сельских пейзажей, включая изображения крестьян и сельскохозяйственных животных. Художники школы вслед за французскими мастерами утверждали эстетическую ценность реальной природы США.
Первым американцем, работающим в стиле Барбизонской школы был Уильям Моррис Хант. Он непосредственно работал во Франции  с художником Жан-Франсуа Милле в 1851-1853 годах. Покинув Францию, Хант основал художественную студию в Бостоне, где работал в стиле Барбизонской школы, применительно к  Соединенным Штатам Америки.
Стиль работы Барбизонской школы в США достиг пика популярности в 1890-х годах.

## Художники

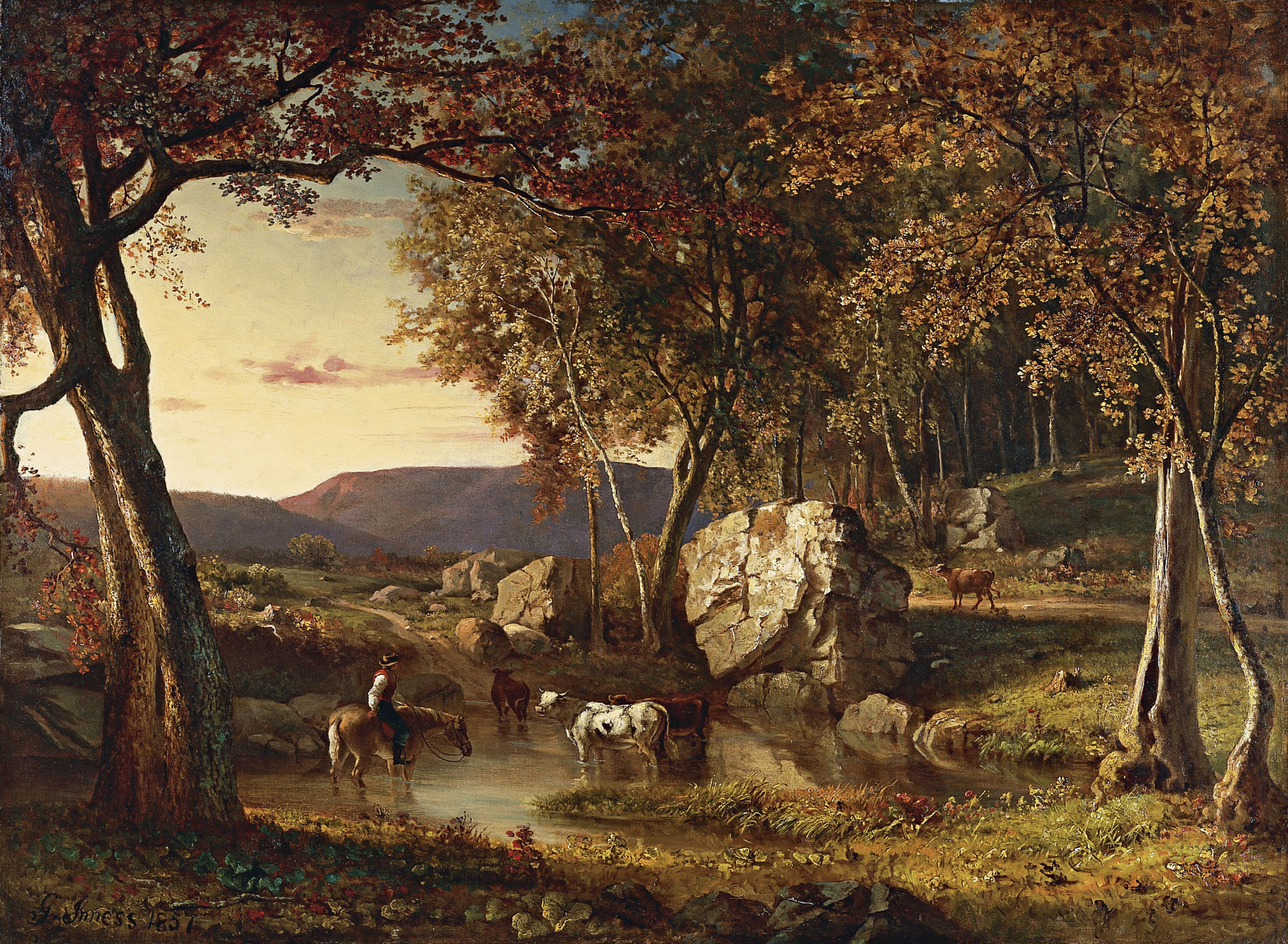
Джордж Иннесс. Летние дни, 1857

- Henry Golden Dearth
- Томас Икинс
- Чайльд Хассам
- Уинслоу Хомер
- Уильям Моррис Хант
- Уилсон Ирвайн
- Джордж Иннесс
- Уильям Кейт
- Джон Фрэнсис Мерфи
- Генри Уорд Рейнджер
- Генри Ossawa Таннер
- Horatio Walker
- Алексис Жан Фурнье
- Joseph Foxcroft Cole
- Homer Watson